# Episodi di Due come noi (prima stagione)
La prima stagione della serie televisiva Due come noi è stata trasmessa in anteprima negli Stati Uniti d'America dalla CBS tra il 26 settembre 1987 e il 6 aprile 1988.
| nº | Titolo originale                       | Titolo italiano                           | Prima TV USA      | Prima TV Italia |
| -- | -------------------------------------- | ----------------------------------------- | ----------------- | --------------- |
| 1  | Happy Days Are Here Again              |                                           | 26 settembre 1987 |                 |
| 2  | Fatal Attraction (Part 1 & 2)          | Attrazione fatale (prima e seconda parte) | 29 settembre 1987 |                 |
| 3  | Fatal Attraction (Part 1 & 2)          | Attrazione fatale (prima e seconda parte) | 29 settembre 1987 |                 |
| 4  | Laura                                  |                                           | 6 ottobre 1987    |                 |
| 5  | The Man That Got Away                  |                                           | 13 ottobre 1987   |                 |
| 6  | Love for Sale                          |                                           | 20 ottobre 1987   |                 |
| 7  | Brother, Can You Spare a Dime?         |                                           | 27 ottobre 1987   |                 |
| 8  | Body and Soul                          |                                           | 3 novembre 1987   |                 |
| 9  | The Man I Love                         |                                           | 10 novembre 1987  |                 |
| 10 | Love Me or Leave Me                    |                                           | 17 novembre 1987  |                 |
| 11 | Smoke Gets in Your Eyes                |                                           | 1º dicembre 1987  |                 |
| 12 | Have Yourself a Merry Little Christmas |                                           | 8 dicembre 1987   |                 |
| 13 | After You've Gone                      |                                           | 5 gennaio 1988    |                 |
| 14 | It Had to Be You                       |                                           | 12 gennaio 1988   |                 |
| 15 | But Not for Me                         |                                           | 19 gennaio 1988   |                 |
| 16 | What Is This Thing Called Love?        |                                           | 26 gennaio 1988   |                 |
| 17 | Lady Be Good                           |                                           | 2 febbraio 1988   |                 |
| 18 | I'll Be Seeing You                     |                                           | 16 febbraio 1988  |                 |
| 19 | Babyface                               |                                           | 23 febbraio 1988  |                 |
| 20 | Blues in the Night                     |                                           | 16 marzo 1988     |                 |
| 21 | How Long Has This Been Going On?       |                                           | 23 marzo 1988     |                 |
| 22 | I Guess I'll Have to Change My Plan    |                                           | 30 marzo 1988     |                 |
| 23 | Rhapsody in Blue                       |                                           | 6 aprile 1988     |                 |